# Xinca
Xinca.- Indijanski narod iz jugoistočne Gvatemale, jezično čine samostalnu porodicu (Xincan) koja nije srodna s nijednim drugim poznatim jezikom na svijetu. Xince broje oko 10,000 duša nastanjenih napose duž rijeke Rio de los Esclavos, uključujući većinu departmana Santa Rosa i Jutiapa. Prvi ih posjećuje Španjolac Pedro de Alvarado 1524, a dvije godine nakon toga pokorava ih Pedro Portocarrero. Mnogi Xince tada su bili žigosani i prodani u roblje. Xince su narod veoma staroga porijekla, vjerojatno potomci populacija koje su prethodile Nahuama i Mayama. 
Prema popisu 2000. broj pripadnika naroda Xinca iznosi 16,000. Nacionalno buđenje i borba za domorodačka prava doveli su do stvaranja političkih organizacija (Consejo del Pueblo Xinka de Guatemala, 1994.) i nakon nje (2002.) Consenso por la Unidad del Pueblo Xinka de Guatemala ili CONXIG. 

## Vanjske poveznice
- Xinca: idioma en proceso de extinción  Arhivirana inačica izvorne stranice od 19. studenoga 2006. (Wayback Machine)